# Streptomyces noursei
Streptomyces noursei — вид бактерій із роду Streptomyces.

## Використання
Ністатин є полієновим протигрибковим препаратом, виділеним із S. noursei.